# Jonathan D'Ostilio
Jonathan D'Ostilio (Rocourt, 24 februari 1994) is een Belgisch voetballer. 

## Carrière
D'Ostilio heeft zijn jeugdopleiding doorlopen bij Standard Luik, alvorens hij naar het beloften-elftal van KAS Eupen trok. In 2013 tekende hij zijn contract bij de eerste ploeg, waar hij op 21 september 2013 zijn debuut maakte in een wedstrijd tegen AS Verbroedering Geel.

## Clubstatistieken
| Seizoen | Club         | Competitie             | Competitie | Competitie | Beker | Beker | Internationaal | Internationaal | Totaal | Totaal |
| Seizoen | Club         | Competitie             | Wed.       | Dlp.       | Wed.  | Dlp.  | Wed.           | Dlp.           | Wed.   | Dlp.   |
| ------- | ------------ | ---------------------- | ---------- | ---------- | ----- | ----- | -------------- | -------------- | ------ | ------ |
| 2013/14 | KAS Eupen    | Tweede klasse          | 20         | 1          | 2     | 0     | —              | —              | 22     | 1      |
| 2014/15 | KAS Eupen    | Tweede klasse          | 36         | 0          | 2     | 0     | —              | —              | 38     | 0      |
| 2015/16 | KAS Eupen    | Tweede klasse          | 5          | 0          |       |       | —              | —              | 5      | 0      |
| 2015/16 | RFC de Liège | Derde klasse B         |            |            |       |       | —              | —              |        |        |
| 2016/17 | RFC de Liège | Tweede klasse amateurs |            |            |       |       | —              | —              |        |        |
| 2017/18 | RFC de Liège | Tweede klasse amateurs |            |            |       |       | —              | —              |        |        |
| 2018/19 | RFC de Liège | Eerste klasse amateurs |            |            |       |       | —              | —              |        |        |
| 2019/20 | RFC de Liège | Eerste klasse amateurs |            |            |       |       | —              | —              |        |        |
| 2020/21 | RFC de Liège | Eerste nationale       |            |            |       |       | —              | —              |        |        |
| 2021/22 | RFC de Liège | Eerste nationale       |            |            |       |       | —              | —              |        |        |
| 2022/23 | RFC de Liège | Eerste nationale       |            |            |       |       | —              | —              |        |        |
| 2023/24 | RFC de Liège | Eerste klasse B        |            |            |       |       | —              | —              |        |        |
| Totaal  | Totaal       | Totaal                 | 56         | 1          | 4     | 0     | 0              | 0              | 60     | 1      |

Bijgewerkt op 24 juni 2015.